# Joseph French
Joseph French è un personaggio ideato dallo scrittore di romanzi polizieschi, l'irlandese Freeman Wills Crofts.

## Personaggio
Il personaggio è un abile detective, ispettore di Scotland Yard; appare la prima volta nel 1924 in Inspector French's greatest case e si dimostra subito assai meticoloso nelle sue indagini e abile nel rimettere insieme ogni indizio riuscendo a far cadere ogni alibi.